# 杉山紀彰
杉山 紀彰（すぎやま のりあき、1974年3月9日 - ）は、日本の男性声優。東京都出身。ステイラック所属。

## 経歴
中学・高校時代は硬式テニス部に所属していた。
高校3年生の時は、将来の夢がなく「どうしようか」と考えていたが、興味のないことについては「長く続けられない」と思い、「興味のあることを職業にしよう」と考えるようになった。物語、アニメを見ること、人物と喋ることが好きだなと思い、職業としての声優を将来の職業として考えるようになった。
専門学校東京アナウンス学院放送声優科卒業。
1995年に同人舎プロダクションに所属し、1999年から2011年5月までぷろだくしょんバオバブに所属。同年6月よりアクセルワン所属であったが、2015年11月よりフリーとなった。
2016年2月、浪川大輔が代表を務めるステイラックに所属。同年4月より始動したステイラック付属養成所「Follow-Up」で講師を務めている。
2017年4月より、自身初のニコニコチャンネル・冠番組『杉山紀彰のここだけのはなし』が配信開始。
2017年10月より、Web番組「いい旅妄想気分」が配信開始。平川大輔と共にラジオパーソナリティを務める。
2021年7月より、YouTube公式チャンネルを開設。

## 人物
性格は優しく真面目で、至って温和。アフレコで失敗すると頬を叩いて何度も復唱するという。また、風邪の予防対策など体調管理を心がけており、収録前は声を張り上げないなど、喉を大切にしている。
4人兄弟の長男で、姉、妹、弟がいる。
尊敬する声優には、かつての所属事務所の大先輩であった富山敬を挙げている。

### 趣味・嗜好
趣味は散歩。料理好きでもあり、得意料理はパスタや蕎麦、オムライス、菓子類など。自宅には様々な調理器具を揃えている。
ゲーム会社でアルバイトを経験したほどのゲーム好きで、『Wolfenstein』シリーズに熱中するなど、ファミリーコンピュータソフトはほぼ全て遊んでいたという。
猫好きで、バーマンを飼っており、コマちゃんと名付けた。由来はいつも困った顔をしていることから。

### 交友・エピソード
愛称の「のんたん」は『オー!NARUTOニッポン』にて竹内順子に命名されたものである。また、もう一つの愛称である「すぎさま」は『コードギアス 反逆の山々』の一コーナーで宣伝係の同名の妖精を演じたことから付いた。関係者からは「杉ちゃん」「杉山ちゃん」とも呼ばれている。
「『フォスターズ・ホーム』のブルーの吹き替えを探している」というアメリカからの要請を聞きつけたスタッフは、すぐに杉山に担当を依頼。そしてブルーの吹き替えサンプルを現地の局に送ったところ、採用が決まった。
増川洋一とは仕事の合間を縫って『ナルティメットヒーロー』に熱中したり自宅に遊びに行ったりと仲がよく、増川が飼っていたグレート・ピレニーズに懐かれ遊んだこともある。また森田成一とも『モンスターハンター』を始めとしたゲームで遊んだりと仲が良い。
アニメ化以前からの『NARUTO -ナルト-』愛読者。うちはサスケ役は杉山にとって、アニメとしては正式に初めてのレギュラーキャラクターとなった。また、初の主人公役を務めた『Fate/stay night』の衛宮士郎も自身の代表作として挙げている。

## 出演
太字はメインキャラクター。

### テレビアニメ
1999年
- Bビーダマン爆外伝V（しみんボンB）

2000年
- GTO（観客）
- ブギーポップは笑わない Boogiepop Phantom（矢部徹）

2001年
- しましまとらのしまじろう（ねずみの天気予報）

2002年
- NARUTO -ナルト-（2002年 - 2017年、うちはサスケ） - 2シリーズ
- 炎の蜃気楼（生徒）

2003年
- カスミン（セルジオ）
- フルメタル・パニック? ふもっふ（兵士A）

2004年
- BLEACH（2004年 - 2012年、石田雨竜）

2005年
- うえきの法則（カバラ）
- かみちゅ!（犬和尚）
- 地獄少女（2005年 - 2017年、花笠守） - 2シリーズ
- だめっこどうぶつ（うさ原）
- ディノブレイカー（ロベール・クラピッシュ）

2006年
- いぬかみっ!（犬神）
- Fate/stay night（衛宮士郎）
- 彩雲国物語（2006年 - 2007年、三太、翔琳、王慶張） - 2シリーズ
- 少年陰陽師（安倍昌親）
- タマ&フレンズ 探せ!魔法のプニプニストーン（リビリビ博士）
- ふしぎ星の☆ふたご姫 Gyu!（ヒルズ）
- コードギアス 反逆のルルーシュ（2006年 - 2008年、リヴァル・カルデモンド、杉山賢人、バート・L・ダールトン） - 2シリーズ

2007年
- おおきく振りかぶって（高瀬準太）
- 鋼鉄三国志（趙雲子龍）
- 地球へ…（トォニィ）
- もやしもん（2007年 - 2012年、川浜拓馬） - 2シリーズ

2008年
- 銀魂（スナイパー・亀）
- 黒執事（2008年 - 2025年、ウィリアム・T・スピアーズ） - 4シリーズ

2009年
- クプ〜!!まめゴマ!（タカヤン、司会者）
- 極上!!めちゃモテ委員長（中井）
- 名探偵コナン（2009年 - 2023年、江頭頼人、内東丞治、村田匠）
- メタルファイト ベイブレード（2009年 - 2011年、ブレーダーDJ） - 3シリーズ

2010年
- 祝福のカンパネラ（アバディーン・ローランド）
- スティッチ! 〜ずっと最高のトモダチ〜（ウィッシーワッシー、生徒A、スラッシー）

2011年
- カードファイト!! ヴァンガード（2011年 - 2020年、森川カツミ、沈黙の騎士ギャラティン、神技の騎士ボーマン） - 10シリーズ
- クレヨンしんちゃん（2011年 - 2017年、イケメン、山野登 / 雪男）
- SKET DANCE（小林）
- 殿といっしょ 眼帯の野望（前田慶次、織田家家臣B）
- にゃんぱいあ The Animation（独眼竜まさむにゃ）

2012年
- 君と僕。2（岡本昭博）
- 探検ドリランド（ベルンバ）
- はぐれ勇者の鬼畜美学（フィル・バーネット）
- 氷菓（園芸部員）
- BTOOOM!（刑事）

2013年
- アイカツ!（DJ）
- 君のいる町（市原康生）
- クロスファイト ビーダマンeS（デスシエル）
- NARUTO -ナルト- SD ロック・リーの青春フルパワー忍伝（うちはサスケ）
- 八犬伝―東方八犬異聞―（青蘭）
- Fate/kaleid liner プリズマ☆イリヤ（2013年 - 2016年、衛宮士郎、美遊の兄 / 並行世界の衛宮士郎） - 4シリーズ
- WHITE ALBUM2（早坂親志）
- みにヴぁん（2013年 - 2016年、森川カツミ、沈黙の騎士ギャラティン） - 2シリーズ
- メガネブ!（佐藤ウィリアム）

2014年
- 神々の悪戯（トール・メギンギヨルズ）
- 戦国BASARA Judge End（大友宗麟）
- 幕末Rock（岩崎弥太郎）
- Fate/stay night [Unlimited Blade Works]（2014年 - 2015年、衛宮士郎） - 2シリーズ
- フランチェスカ（石川啄木）
- 鬼灯の冷徹（2014年 - 2018年、小判） - 3シリーズ

2015年
- 血界戦線（ラジオDJ / DJファンゴ）
- デュエル・マスターズ VSR（御茶ノ水博士、ギュウジン丸）

2016年
- 怪盗ジョーカー（レインボー・ジャスティス）
- 侍霊演武:将星乱（馬良）
- D.Gray-man HALLOW（アレイスター・クロウリー）
- ノルン+ノネット（宿吏暁人）
- 魔法つかいプリキュア!（オルーバ）
- ReLIFE（犬飼暁）

2017年
- Spiritpact（2017年 - 2018年、寅哲） - 2シリーズ
- BORUTO-ボルト- NARUTO NEXT GENERATIONS（2017年 - 、うちはサスケ）
- ONE PIECE（2017年 - 2023年、ヴィンスモーク・イチジ、大鍋）
- 朝だよ!貝社員（ミル貝）
- 夏目友人帳 陸（ジンベ）
- 笑ゥせぇるすまんNEW（田寄内志）
- 潔癖男子!青山くん（石川岳）
- 活撃 刀剣乱舞（こんのすけ）
- 徒然チルドレン（桐原洋一）

2018年
- みっちりねこ
- Butlers〜千年百年物語〜（御国鷹司）
- かくりよの宿飯（薄荷坊）
- 陰陽師・平安物語（安倍晴明）
- 火ノ丸相撲（2018年 - 2019年、四方田尽）
- メルクストーリア -無気力少年と瓶の中の少女-（スクウィーク）
- 俺が好きなのは妹だけど妹じゃない（桜田樹）

2019年
- モブサイコ100 II（島崎）
- 賢者の孫（ローレンス）
- ACTORS -Songs Connection-（東本桂士）

2020年
- 痛いのは嫌なので防御力に極振りしたいと思います。（2020年 - 2023年、クロム、コウモリ） - 2シリーズ
- アラド:逆転の輪（ヴァン・バルシュテト）

2021年
- 真・中華一番!（ゴヨウ）
- 進化の実〜知らないうちに勝ち組人生〜（2021年 - 2023年、クライス） - 2シリーズ

2022年
- ヴァニタスの手記（ロキ）
- BLEACH 千年血戦篇（2022年 - 2024年、石田雨竜） - 3シリーズ

2023年
- 鬼滅の刃 刀鍛冶の里編（時透の父）

2024年
- この素晴らしい世界に祝福を!3（謎の人物 / マクスウェル）
- Nyaaaanvy（ペンギン）
- ラーメン赤猫（佐々木）
- 青のミブロ（2024年 - 2025年、井上源三郎）

2025年
- 凍牌〜裏レート麻雀闘牌録〜（大森プロ）
- 魔法使いの約束（ネロ）
- 天久鷹央の推理カルテ（桑田清司）

時期未定
- 陰陽百鬼物語（安倍晴明）

### 劇場アニメ
2004年
- 劇場版 NARUTO -ナルト-（うちはサスケ） - 2作品

2006年
- 劇場版BLEACH（2006年 - 2010年、石田雨竜） - 3作品

2008年
- 劇場版 NARUTO -ナルト- 疾風伝（2008年 - 2015年、うちはサスケ） - 6作品

2010年
- 劇場版 Fate/stay night UNLIMITED BLADE WORKS（衛宮士郎）
- 銀幕ヘタリア Axis Powers Paint it, White（白くぬれ!）（イギリス）
- 劇場版メタルファイト ベイブレードVS太陽 灼熱の侵略者ソルブレイズ（ブレーダーDJ）

2011年
- ハートの国のアリス 〜Wonderful Wonder World〜（ボリス＝エレイ）

2012年
- 009 RE:CYBORG（008：ピュンマ）

2014年
- 劇場版 カードファイト!! ヴァンガード ネオンメサイア（森川カツミ）

2017年
- 劇場版 黒執事 Book of the Atlantic（ウィリアム・T・スピアーズ）
- 劇場版 Fate/kaleid liner プリズマ☆イリヤ（2017年 - 2021年、衛宮士郎） - 2作品
- 劇場版 Fate/stay night [Heaven's Feel] I - III（2017年 - 2020年、衛宮士郎） - 3作品
- コードギアス 反逆のルルーシュ I - III（2017年 - 2018年、リヴァル・カルデモンド、杉山賢人） - 3部作

2019年
- コードギアス 復活のルルーシュ（リヴァル・カルデモンド）

### OVA
2000年代
- 戦闘妖精雪風（2002年、イトー）
- NARUTO -ナルト- 紅き四つ葉のクローバーを探せ（2003年、うちはサスケ）
- NARUTO -ナルト- 滝隠れの死闘 オレが英雄だってばよ!（2004年、うちはサスケ）
- やなせたかしメルヘン劇場 ガンバリルおじさんのまめスープ（2008年、青年）

2010年代
- カーニバル・ファンタズム（2011年、衛宮士郎）
- 祝福のカンパネラOVA（2011年、アバディーン・ローランド）
- デッドマン・ワンダーランド（2011年、菅トシロー）
- コードギアス 反逆のルルーシュ ナナリーinワンダーランド（2012年、リヴァル・カルデモンド）
- ブラッドラッド 我輩は猫ではない（2013年、シャムキッド）※コミックス第10巻Blu-ray付き限定版
- 鬼灯の冷徹（2015年 - 2020年、小判） - コミックス第17・30巻DVD付き限定版
- Fate/kaleid liner プリズマ☆イリヤシリーズ（2015年 - 2019年、衛宮士郎、並行世界の衛宮士郎） - 原作第4部コミックス第6巻オリジナルアニメ付きBD限定版、OVA『プリズマ☆ファンタズム』
- ReLIFE"完結編"（2018年、犬飼暁）

### Webアニメ
- ヘタリアシリーズ（2009年 - 2021年、イギリス[66][67]、ドイツ兵、イギリス〈幼少期〉、上司E、イギリス猫） - 7シリーズ
- Starry☆Sky（2010年、梨本拓矢）
- 衛宮さんちの今日のごはん（2018年 - 2019年、衛宮士郎[68]）
- ゴルゴ13×外務省 海外安全対策マニュアル（2018年、ホテルマン、黒田）
- ヴァンパイア・イン・ザ・ガーデン （2022年、サカザキ）
- Fate/Grand Order 藤丸立香はわからない Season2（2024年、千子村正）
- にゃんデレ（2025年、くろん[69]）
- ディズニー ツイステッドワンダーランド ザ アニメーション（2025年、グリム[70]）

### ゲーム
2001年
- グローランサーII（使者）
- ルナ・ウイング 〜時を越えた聖戦〜

2002年
- MEDAL OF HONOR ALLIED ASSAULT - 日本語吹き替えボイス

2003年
- 水夏 〜おー・157章〜（若林鏡太郎）
- NARUTO -ナルト- シリーズ（うちはサスケ）
  - NARUTO -ナルト- ナルティメットヒーロー
  - NARUTO -ナルト- 忍の里の陣取り合戦
  - NARUTO -ナルト- 激闘忍者大戦!
  - NARUTO -ナルト- 激闘忍者大戦!2

2004年
- NARUTO -ナルト- シリーズ（うちはサスケ）
  - NARUTO -ナルト- ナルティメットヒーロー2
  - NARUTO -ナルト- 激闘忍者大戦!3

- Riviera 〜約束の地リヴィエラ〜（ヘクター）

2005年
- DUEL SAVIOR DESTINY（当真大河）
- NARUTO -ナルト- シリーズ（うちはサスケ）
  - NARUTO -ナルト- うずまき忍伝
  - NARUTO -ナルト- ナルティメットヒーロー3
  - NARUTO -ナルト- 激闘忍者大戦!4

- BLEACH シリーズ（石田雨竜）
  - BLEACH 〜放たれし野望〜
  - BLEACH 〜ヒート・ザ・ソウル〜
  - BLEACH 〜ヒート・ザ・ソウル2〜

2006年
- 妹ふらぐ（鈴森太一）
- NARUTO -ナルト- シリーズ（うちはサスケ）
  - NARUTO -ナルト- 木ノ葉スピリッツ!!
  - NARUTO -ナルト- 忍列伝
  - NARUTO -ナルト- ナルティメットポータブル 無幻城の巻

- バトルスタジアム D.O.N（うちはサスケ）
- BLEACH シリーズ（石田雨竜）
  - BLEACH 〜選ばれし魂〜
  - BLEACH 〜ブレイド・バトラーズ〜
  - BLEACH 〜ヒート・ザ・ソウル3〜

2007年
- 妹るーと（鈴森太一）
- 少年陰陽師 翼よいま、天（そら）へ還れ（安倍昌親）
- NARUTO -ナルト- シリーズ（うちはサスケ）
  - NARUTO -ナルト- 疾風伝 激闘忍者大戦!EX
  - NARUTO -ナルト- 疾風伝 激闘忍者大戦!EX2
  - NARUTO -ナルト- 疾風伝 ナルティメットアクセル
  - NARUTO -ナルト- 疾風伝 ナルティメットアクセル2
  - NARUTO -ナルト- Rise of a Ninja（海外版、ダウンロードコンテンツ日本語音声）

- はかれなはーと 君がために輝きを（羽生凌也）
- ハートの国のアリス 〜Wonderful Wonder World〜（ボリス＝エレイ）
  - クローバーの国のアリス 〜Wonderful Wonder World〜（ボリス＝エレイ）

- Fate シリーズ（2007年 - 2021年、衛宮士郎） - 8作品
- BLEACH シリーズ（石田雨竜）
  - BLEACH 〜ブレイド・バトラーズ2nd〜
  - BLEACH 〜ヒート・ザ・ソウル4〜

- まじしゃんず・あかでみい（寒河江直樹）

2008年
- インフィニット アンディスカバリー（キリヤ）
- 機動戦士ガンダム ギレンの野望 アクシズの脅威（エゥーゴ秘書）
- コードギアス 反逆のルルーシュ LOST COLORS（リヴァル・カルデモンド、杉山賢人）
- ティンクル☆くるせいだーす（バイラス）
- NARUTO -ナルト- シリーズ（うちはサスケ）
  - NARUTO -ナルト- 疾風伝 激闘忍者大戦!EX3
  - NARUTO -ナルト- 忍列伝II
  - NARUTO -ナルト- 疾風伝 最強忍者大結集 激突!!ナルトVSサスケ
  - NARUTO -ナルト- The Broken Bond - 海外版、ダウンロードコンテンツ日本語音声

- BLEACH シリーズ（石田雨竜）
  - BLEACH 〜ヒート・ザ・ソウル5〜
  - BLEACH 〜ソウル・カーニバル〜

2009年
- アイテムゲッター 〜僕らの科学と魔法の関係〜（アーサー・ミューラント）
- アニーのアトリエ 〜セラ島の錬金術士〜（ハンス・アーレンス）
- アルコバレーノ!（バジリオ・グラツィアーニ）
- 妹わいふ（鈴森太一）
- エルヴァリエ 魔石の守護者（レイヴン）
- 最強最速バトルレーサー
- ジョーカーの国のアリス 〜Wonderful Wonder World〜（ボリス＝エレイ）
- Starry☆Sky 〜in Autumn〜（梨本拓矢）
- ダテにガメついわけじゃねェ! 〜ダンジョンメーカー ガールズタイプ〜（サウル）
- 断罪のマリア（秀麗水鏡、ザカリエル）
- NARUTO -ナルト- シリーズ（うちはサスケ）
  - NARUTO -ナルト- ナルティメットストーム
  - NARUTO -ナルト- 疾風伝 龍刃記
  - NARUTO -ナルト- 疾風伝 ナルティメットアクセル3
  - NARUTO -ナルト- 疾風伝 忍列伝III

- ファイナルファンタジー・クリスタルクロニクル クリスタルベアラー（クァイス）
- BLEACH 〜ヒート・ザ・ソウル6〜（石田雨竜）
- マグナカルタ2（クロセル・リードン）
- Million KNights Vermilion（スヴェン）
- メタルファイト ベイブレード シリーズ（ブレーダーDJ）
  - メタルファイト ベイブレード ガチンコスタジアム
  - メタルファイト ベイブレード 爆誕!サイバーペガシス

- もやしもん DS（川浜拓馬）

2010年
- Another Century's Episode:R
- アニバーサリーの国のアリス 〜Wonderful Wonder World〜（ボリス＝エレイ）
- アルコバレーノ! ポータブル（バジリオ・グラツィアーニ）
- アルトネリコ3 世界終焉の引鉄は少女の詩が弾く（蒼都）
- 異国物語
- カエル畑DEつかまえて☆彡 シリーズ（葉村椋人）
  - カエル畑DEつかまえて☆彡
  - カエル畑DEつかまえて ポータブル
  - カエル畑DEつかまえて・夏 千木良参戦!

- キミとWonder Kiss!（木野悟志）
- CLOCK ZERO 〜終焉の一秒〜（西園寺寅之助 / 反逆者）
- 祝福のカンパネラ Portable（アバディーン・ローランド）
- Starry☆Sky 〜in Autumn〜 Portable（梨本拓矢）
- 戦国BASARA3（大友宗麟）
- TAKUYO Mix Box 〜ファーストアニバーサリー〜（葉村椋人）
- Tartaros-タルタロス- SEASON2「消えたイリシア」（ルキウス）
- NARUTO -ナルト- シリーズ（うちはサスケ）
  - NARUTO -ナルト- ナルティメットストーム2
  - NARUTO -ナルト- 疾風伝 激闘忍者大戦!SPECIAL
  - NARUTO -ナルト- 疾風伝 キズナドライブ
  - NARUTO -ナルト- 疾風伝 忍術全開!チャクラッシュ!!

- 原宿探偵学園 スチールウッド（帯脇陽輝）
- BLEACH 〜ヒート・ザ・ソウル7〜（石田雨竜）
- メタルファイト ベイブレード シリーズ（ブレーダーDJ）
  - メタルファイト ベイブレード 爆神スサノオ襲来!
  - メタルファイト ベイブレード ポータブル 超絶転生! バルカンホルセウス

- Last Escort -Club Katze-（ヨハン）
- Le Ciel Bleu 〜ル・シエル・ブルー〜（ベルザード）
- R.U.S.E.

2011年
- お菓子な島のピーターパン 〜Sweet Never Land〜（ティンク＝ベル）
- カエル畑DEつかまえて・夏 千木良参戦! ぽーたぶる（葉村椋人）
- 学園ヘタリア Portable（イギリス）
- CLOCK ZERO 〜終焉の一秒〜 Portable（西園寺寅之助 / 反逆者）
- Starry☆Sky 〜After Autumn〜（梨本拓矢）
- 戦国BASARA3 宴（大友宗麟）
- 次の犠牲者をオシラセシマス（樫沢秀明）
- 謎惑館 〜音の間に間に〜（パーロック・ポームズ）
- NARUTO -ナルト- 疾風伝 ナルティメットインパクト（うちはサスケ）
- BEYOND THE FUTURE - FIX THE TIME ARROWS -（ホロ）

2012年
- アーシャのアトリエ 〜黄昏の大地の錬金術士〜（アーニー・リトルトン）
- 学園ヘタリア DS（イギリス）
- ダイヤの国のアリス〜Wonderful Wonder World〜（ボリス＝エレイ）
- 断罪のマリア 〜ラ・カンパネラ〜（秀麗水鏡、ザカリエル）
- NARUTO -ナルト-SD パワフル疾風伝（うちはサスケ）
- 華アワセ（うつつ）
- ひとふた奇譚（二つ尾）
- 百年戦記 ユーロ・ヒストリア
- 闇からのいざない TENEBRAE I（欺波天智）

2013年
- イケメンまみれ（筑紫令二）
- カードファイト!! ヴァンガード ライド トゥ ビクトリー!!（森川カツミ）
- 神々の悪戯（トール・メギンギヨルズ）
- 神様と運命革命のパラドクス（伊集院レキエル）
- CONCEPTIONII 七星の導きとマズルの悪夢（アレク）
- シノバズセブン（塔ノ沢元気）
- ジョジョの奇妙な冒険 オールスターバトル（ブローノ・ブチャラティ）
- しらつゆの怪（神田千明）
- 神撃のバハムート（ノア）
- 新装版 ハートの国のアリス 〜Wonderful Wonder World〜（ボリス＝エレイ）
- SNOW BOUND LAND（悪魔）
- ダイヤの国のアリス 〜Wonderful Mirror World〜（ボリス＝エレイ）
- 断罪のマリア Complete Edition（秀麗水鏡、ザカリエル）
- NARUTO -ナルト- 疾風伝 ナルティメットストーム3（うちはサスケ）
- NORN9 ノルン+ノネット（宿吏暁人、ヒヨコ）
- Princess Arthur（メドラウト）
- ボーイフレンド（仮）（白川基）
- 魔王信長 乱世に萌ゆ（織田信長）
- 楽園男子（成宮光栄）

2014年
- あやかしごはん（花蘇芳）
- 朧村正 角隠女地獄（清吉）
- 黒雪姫〜スノウ・ブラック〜（デューン＝バクスター）
- 黒雪姫〜スノウ・マジック〜（デューン＝バクスター）
- 越えざるは紅い花〜大河は未来を紡ぐ〜（ナラン）
- ジェイスターズ ビクトリーバーサス（うちはサスケ）
- 戦国BASARA4（大友宗麟）
- NARUTO -ナルト- 疾風伝 ナルティメットストームレボリューション（うちはサスケ）
- NORN9 VAR COMMONS（宿吏暁人）
- ハートの国のアリス 〜Wonderful Twin World〜（ボリス＝エレイ）
- 幕末Rock（岩崎弥太郎）
- HOLY BREAKER! -THE WITCH BETRAYED BLUE MOON WICCA-（斐太海勝）
- マーメイド・ゴシック（バジル＝エイデルワース）

2015年
- あやかしごはん〜おおもりっ!〜（花蘇芳）
- エルソード（シエル）
- 神々の悪戯 InFinite（トール・メギンギヨルズ）
- CLOCK ZERO 〜終焉の一秒〜 ExTime（西園寺寅之助 / 反逆者）
- ジョジョの奇妙な冒険 アイズオブヘブン（ブローノ・ブチャラティ）
- 戦国BASARA4 皇（大友宗麟）
- 戦魂 -SENTAMA-（浅井長政、明智光秀）
- NORN9 LAST ERA（宿吏暁人）
- プリンセスコネクト!（跳躍王〈キングリープ〉 / ラジクマール・ラジニカーント）
- ゆのはなSpRING!（葛城直昌）
- 夢王国と眠れる100人の王子様（フォルカー、ウィリアム）
- ルミナスアーク インフィニティ（エルヴィオ）

2016年
- ウォッチドッグス2（レンチ）
- SA7 -SILENT ABILITY SEVEN- （鷹海・クロフォード）
- オルタンシア・サーガ -蒼の騎士団-（衛宮士郎）
- カードファイト!! ヴァンガードG ストライド トゥ ビクトリー!!（森川カツミ、氷堂リュウト）
- 怪盗夜想曲 〜ファントムノクターン〜（ヴォルフ・レストレイド）
- 鏡界の白雪（組島壊音）
- グランブルーファンタジー（2016年 - 2023年、カラクラキル）
- クロバラノワルキューレ（シエロ）
- 戦国BASARA 真田幸村伝（大友宗麟）
- NARUTO -ナルト- 疾風伝 ナルティメットストーム4（うちはサスケ）
- NORN9 ACT TUNE（宿吏暁人）
- Heaven×Inferno（ガブリエル）
- ボーイフレンド（仮）きらめき☆ノート（白川基）
- マジカルデイズ the Brats’s Parade（シキミ）
- ゆのはなSpRING! 〜Cherishing Time〜（葛城直昌）
- ゴッドオブハイスクール（夏目士狼）
- レルムクロニクル （ルイス、ライアン、バルカン、デント）

2017年
- 一血卍傑-ONLINE-（ヌラリヒョン）
- 陰陽師（安倍晴明、黒晴明）
- 君と霧のラビリンス（チェロ）
- CARAVAN STORIES（ピエト）
- グランマルシェの迷宮（バカディアーノ）
- Code：Realize 〜白銀の奇跡〜（エギーユ男爵）
- 白猫プロジェクト（ユキムラ）
- SKYOVER（スカイオーバー）（バチスタ）
- 誰ガ為のアルケミスト（ユート）
- 蝶々事件ラブソディック（白鷹万葉）
- ディシディア ファイナルファンタジー オペラオムニア（『FFVIII』ゼル）
- NARUTO -ナルト- 疾風伝 ナルティメットストーム4 ROAD TO BORUTO（うちはサスケ）
- ファイナル・ヒーローズ-Final Heroes-（心眼-ゾロ）
- 文豪とアルケミスト（梶井基次郎）
- 魔女と百騎兵2（テオドール）

2018年
- オーディンクラウン（ピーター）
- Cendrillon phalikA（歌紫歌＝ガレ）
- CARAVAN STORIES（ピエト）
- SIX SICKS（春日井武史）
- 人狼殺
- セブンナイツ（タカ）
- 問題のあるシェアハウス（伊吹崇仁）
- LibraryCross∞ -ライブラリークロスインフィニット-（宿吏暁人、葛城直昌）
- プリンセスコネクト！Re:Dive（ラジラジ〈ラジクマール・ラジニカーント〉）
- グランブルーファンタジー（カラクラキル）

2019年
- ゆのはなSpRING！～Mellow Times～ for Nintendo Switch（葛城直昌）
- JUMP FORCE（うちはサスケ）
- ONE PIECE WORLD SEEKER（ヴィンスモーク・イチジ）
- コロキュアル（青柳慎一郎）
- FINAL FANTASY XV EPISODE ARDYN（ヴァーサタイル・ベスティア）
- ダンキラ!!! - Boys, be DANCING! -（椿聖人）
- 戦国BASARA バトルパーティー（大友宗麟）
- 妖怪餐廳（築雲澤）
- 時の歌-終焉なきソナタ-（ヴィルト）
- 魔法使いの約束（ネロ・ターナー）
- ヴァンガード ZERO（森川カツミ）
- ONE PIECE トレジャークルーズ（ヴィンスモーク・イチジ）

2020年
- 痛いのは嫌なので防御力に極振りしたいと思います。〜らいんうぉーず!〜（クロム）
- ディズニー ツイステッドワンダーランド（グリム）
- ONE PIECE 海賊無双4（ヴィンスモーク・イチジ）
- インディヴィジブル 闇を祓う魂たち（レン）
- クラッシュ・バンディクー4 とんでもマルチバース（イカイカ）
- BLEACH Soul Rising（石田雨竜）
- 軒轅剣 閻黒の業火（太史昭）
- 三国志名将伝（文醜、于吉、曹丕）

2021年
- Fate/Grand Order（2021年 - 2024年、千子村正） - 2作品
- ロードオブヒーローズ（アリエス）
- スペードの国のアリス 〜Wonderful White World〜（ボリス＝エレイ）
- モンスターストライク（2021年 - 2025年、石田雨竜、アッシュフォード学園生徒会〈リヴァル・カルデモンド〉）
- グランサガ（河伯）

2022年
- 神々の悪戯 Unite Edition（トール・メギンギヨルズ）
- おじさまと猫 スーパーミラクルパズル（オス猫）
- カエル畑DEつかまえて・夏 千木良参戦! （葉村椋人）
- コードギアス 反逆のルルーシュ ロストストーリーズ（2022年 - 2023年、杉山賢人、リヴァル・カルデモンド）
- even if TEMPEST 宵闇にかく語りき魔女（ティレル・I・リスター）
- 穢翼のユースティア（ナダル・アトレイド）
- セブンナイツ2（蒼光の軌跡 タカ）
- 白猫GOLF（ユキムラ）
- タクティクスオウガ リボーン（ヴァイス・ボゼッグ）

2023年
- 越えざるは紅い花〜対の月〜（ナラン）
- 麻雀一番街（不二一気）
- イケメンヴィラン〜闇夜にひらく悪の恋〜（ハリソン・グレイ）
- 大航海時代 Origin（サルヴァドル・ルイス）
- グランドサマナーズ（衛宮士郎）
- Princess Arthur for Nintendo Switch（メドラウト）
- even if TEMPEST 連なるときの暁（ティレル・I・リスター）
- スペードの国のアリス 〜Wonderful Black World〜（ボリス＝エレイ）
- 華アワセ 朔（うつつ）

2024年
- Fate/stay night REMASTERED（衛宮士郎）
- エーテルゲイザー（孟章）
- 原神（キィニチ）
- BLEACH Soul Puzzle（石田雨竜）
- ラーメン赤猫〜ニャンて素敵なラーメン店〜（佐々木）

2025年
- キャプテン翼〜たたかえドリームチーム〜（レッド・ドラゴンフライ）
- BLEACH Rebirth of Souls（石田雨竜）
- あやかしごはん～おおもりっ！～for S（花蘇芳）
- unVEIL the world アンベイル ザ ワールド（クレット）
- デュエル・マスターズ プレイス（アポロヌス（陽））

時期未定
- 始皇帝の道へ：七雄の争い（白起）

- L'abysse Project（リオール[205]）

### ドラマCD
- 穢翼のユースティア（ナダル・アトレイド）
- アニーのアトリエ『「女性錬金術士は君だ!?」〜ハンス、受難と女装?の巻〜』（ハンス・アーレンス）
- 雨枕 05.元気 （塔ノ沢元気[206]）
- あやかしごはん もぐもぐCDシリーズ vol.5 『蘇芳くんとシフォンケーキもぐもぐCD』（花蘇芳）
- アルトネリコ3
  - ドラマCD side咲（蒼都）
  - ドラマCD sideフィンネル（蒼都）
  - ドラマCD sideティリア（蒼都）
- 痛いのは嫌なので防御力に極振りしたいと思います。（クロム[207]）※ドラマCD付き第11巻特装版
- 今すぐ召喚! ツンデレ彼氏（ダーリン）「ナマイキ執事のウサのしん編」（ウサのしん）
- うぃうぃdays（西井かずみ）
- 英訳台本付きドラマCDシリーズ第1弾 日々のブレンド It’s how you blend（高野薫）
- 英訳台本付きドラマCDシリーズ第2弾 Yours for an Hour はじまりは1時間から（月影秋）
- 王子様のつくりかた（北ノ坊禅）
- からっと! 第1、2巻（アイザック）
- キミとWonder★Kiss! ドラマCD 〜ようこそ!愛と幻想のワンダーランドへ!〜（きのピー〈木野悟志〉）
- QuinRoseMIX. 〜2008.May〜（ボリス＝エレイ）
- クラ×ラバ 〜ファンは、かく語りき〜（シューマン）
- クローバーの国のアリス（ボリス＝エレイ）
  - ドラマCD 第2巻 忘却の森のアリス
  - ドラマCD 第3巻 魔法の森のアリス
- 黒執事 その執事、入湯（ウィリアム・T・スピアーズ）※DVD 第IV巻 完全生産限定版特典CD
- CLOCK ZERO 〜終焉の一秒〜 シリーズ（西園寺寅之助 / 反逆者）
  - CLOCK ZERO 〜終焉の一秒〜 ドラマCD 〜正義の秘密戦隊ヘルズエンジェルズ 第613話 『黄昏の決戦』〜
  - CLOCK ZERO 〜終焉の一秒〜 ドラマCD 『それから』の記憶 〜ぼくらの中学生日記〜
  - CLOCK ZERO〜終焉の一秒〜 アニメイト特典ドラマCD「寅之助と不思議なダンジョン」
  - CLOCK ZERO 〜終焉の一秒〜 Grace note Vol.2[208]
- 恋に落ちた海賊王（ソウシ[209]）
  - 恋に落ちた海賊王〜たった1つの掟〜（ソウシ）
- 鋼鉄三国志 シリーズ（趙雲子龍）
  - 鋼鉄三国志 外史想歌 第一伝〜思慕〜
  - 鋼鉄三国志 外史想歌 第二伝〜六駿〜
  - 鋼鉄三国志 外史想歌 第三伝〜友愛〜
- 幸福喫茶3丁目 第1、2巻（西川一郎）
- コードギアス 反逆のルルーシュ Sound Episode シリーズ（リヴァル・カルデモンド）
  - コードギアス 反逆のルルーシュ Sound Episode 1 - 5巻
  - コードギアス 反逆のルルーシュR2 Sound Episode 2 - 4巻
  - コードギアス 反逆のルルーシュ Sound Episode Newtype special +
- 氷の侯爵様に甘やかされたいっ！～シリアス展開しかない幼女に転生してしまった私の奮闘記～（セバス[210]）
- されど罪人は竜と踊る完全版2（レメディウス）
- 死なない魔女と皇子さま（皇子[211]）
- シノバズセブン 05.元気
- シューピアリア（ジン）
- 少年陰陽師 天狐編 ドラマCD 第二巻 〜光の導を指し示せ〜（安倍昌親）
- ショショリカ（キサン＝トーファ）
- しらつゆの怪 ドラマCD 〜露の葉〜（神田千明[212]）
- しらつゆの怪 予約特典CD「千明の突撃インタビュー」（神田千明）
- 紳士同盟†（シュトラール＝立宮3世）
- 「刻の男組（ときのスーパーヒーロー）」第3弾「ナルシー☆金太郎」（渡辺綱）
- 戦国添い寝シリーズ Vol.1 伊達政宗編[213]
- 天下一★戦国LOVERS（第二弾）-甲斐の雪-（猿飛佐助）
- 殿といっしょ（前田慶次）
- NARUTO -ナルト- シリーズ（うちはサスケ）
  - NARUTO 巻ノ一 忍者は大変だってばよ!
  - NARUTO 巻ノ弐 日々コレ精進だってばよ!
  - NARUTO 巻ノ参 これが忍の道だってばよ!!
  - カカシ外伝DVD『戦場のボーイズライフ』完全生産限定版 特典CD
- NAKED BLACK 第1巻（クラナハ）
- ね語男子 其の三
- NORN9 ノルン+ノネット（宿吏暁人）
  - NORN9 ノルン+ノネット Trio DramaCD Vol.3（宿吏暁人[214]）
  - NORN9 ノルン+ノネット予約特典 ドラマCD「ヒヨコ＋ノネット」
  - NORN9 ノルン+ノネット限定版特典 ドラマCD「学園ノルン -中間試験編-」
  - NORN9 ノルン+ノネット アニメイト特典ドラマCD「夢路に咲く恋心」
  - NORN9 ノルン+ノネット いまじんWEBショップ特典ドラマCD 「好青年と紳士と不良の買い出し」
  - NORN9 ノルン+ノネット VAR COMMONS 予約特典ドラマCD 「ヒヨコチャンネルを救え！」
  - NORN9 ノルン+ノネット LAST ERA アニメイト特典ドラマCD 「ノルン学習会〜好青年の処世術講座〜」
- ハイガクラ（鉄拐）
- ハートの国のアリス（ボリス＝エレイ）
  - ラジオ抜粋&ドラマCD vol.1 - 4
  - AVARUS附录スペシャルドラマCD
  - PS2初回生産特典 オリジナルドラマ
  - Sweet Princess Vol.3 付録 Special！録り下ろしボイスドラマ
- VANQUISH BROTHERS 第参夜 （ケンシン[215]）
- ヒカルが地球にいたころ……（赤城是光）※ドラマCD付き第5巻特装版
- Fate/stay night シリーズ（衛宮士郎）
  - フェイト/タイガーころしあむ シークレットエピソード 「虎の威を借るケモノたち」
  - Fate/hollow ataraxia ドラマCD ノーマネーノーライフ バゼット=サン ※コンプティーク 2015年1月号付録
  - TYPE-MOON Fes. 10TH anniversary drama CD〜スターダストオペレッタ〜
  - 劇場版 Fate/stay night [Heaven's Feel] Original Drama CD（2017年 - 2019年） - 2作品
- BLEACH シリーズ（石田雨竜）
- ブレスレス・ハンター 第2巻（雨月鎮）
- ヘタリアシリーズ（イギリス）
  - ヘタリア ドラマCD 〜プロローグ〜
  - ヘタリア ドラマCD 〜プロローグ2〜
  - ヘタリア ドラマCD Vol.1 〜心の底からヘタリアをマンセーする〜
  - ヘタリア ドラマCD Vol.2
  - ヘタリア ドラマCD インターバル vol.1 俺様CD
  - ドラマCD ヘタリア×羊でおやすみシリーズ Vol.8
  - ヘタリア　The Beautiful　World ドラマCD　-inizio-
  - ヘタリア　The World Twinkle ドラマCD -dann-
- ポーの一族 ドラマCD 第4巻・第5巻（ロジャー・エヴァンズ）
- PON!とキマイラ 学園天国篇（野球部員）
- マグナカルタ2（クロセル）
- 蜜約の箱庭 王子と籠の鳥 第二弾 フェルディナンド 融けた百合の花園（フェルディナンド[216]）
- めくるめく（大江千晴）
- ヤングガン・カルナバルシリーズ（椿虚）
- 妖夢 〜淫魔のカレと迎える朝〜（久神瑛[217]）
- ラブ★トリップ 〜これってハネムーン?〜 シリーズ（佐々木[218]）
  - 京都編
  - 沖縄編
  - 北海道編
- ラブプレゼンター（杉崎廉）
- 龍の花わずらい（ルシン、ルー）
- 恋愛上等イケメン学園（龍海亮二[219]）
  - 恋愛上等イケメン学園2 -さよなら冴島先生-（龍海亮二）
- わたしのお嬢様「メイド服のお嬢様編」※下巻に同梱（アーサー＝マーチ）
- ONE×3（蒼月咲）
- チョコレート・ヴァンパイア（東雲領雅）※Sho-Comi15号付録ドラマCD
- 被虐のノエルSEASON 0 〜叛逆〜（フーゴ・ドレッセル[220]）※2019年4月24日に東宝より発売
- RAINBOW  / 浦島坂田船 初回限定盤 アニメイト特典ボイスドラマCD「うしさせ家の四兄弟」[221]

### BLCD
- 愛しき爪の綾なす濡れごと（水梨慎哉）
- 1円の男（政木涼）
- 美味しいカラダ（麻倉伊吹）
- 俺と上司のかくしごと（吾妻）
- 花降楼シリーズ 9 愛しき爪の綾なす濡れごと（水梨慎哉）
- 吸血鬼には向いてる職業（バンパイアハンター融）
- 獣たちの…妄執。（ジュン）
- 恋の心に黒い羽（高知実）
- 恋人プログラム 限定版CD付（華月春真）
- 拘束プログラム 限定版CD付（華月春真）
- 子供の領分 VOL.7 怪物君（モンスターパニック）（桂木）
- ショコラティエの恋愛条件（浅野葉平）
- 星陵最恐物語（石田香）
- 千一秒物語（町屋千乃介）
- 束縛プログラム 限定版CD付（華月春真）
- その手の熱を重ねて（古賀凪紗）
- テレビくんの気持ち（相馬圭輔）
- 熱愛コントロール 限定版CD付（華月春真）
- 満開ダーリン（良さん）
- 蜜色パンケーキ（八代忍）
- ミスター・ロマンチストの恋（千野純直）
- ミッシングロード（崇城弘樹）
- ミッシング・ロード 世界を越えて君を呼ぶ（崇城弘樹）
- 麺クイ!（ショウユ）
- LOVE SEEKER2（高橋要）
- ロマンティック上等（駅人）
- ワンウェイの鍵（山口豊）

### 朗読・その他CD
- Axis powers ヘタリア アニメ版・音声カルタ
- QuinRose MIX. 〜2008.May〜 おみやげCD
- honeybee 羊でおやすみシリーズ Vol.15「放課後はきみのそばで」

### 吹き替え

#### 映画
- アメリカン・サマー・ストーリー（ジャスティン）
- 悪魔の毒々パーティ（スティーヴン）
- 1%のハンデ（ジェイス〈アンドリュー・ローレンス〉）※ディズニーチャンネルオリジナル映画
- ウォッチャーズ（マイク・ドナルドソン〈マット・ロング〉）
- エルサレム（ケヴィン）
- オープンハウスへようこそ（ローガン〈ディラン・ミネット〉）※Netflixオリジナル映画
- 案山子男（タイガー、生徒2 他）
- 神弓-KAMIYUMI-（清国の王子）
- 監禁（ゴードン）
- キューティ・ブロンド3（クリス〈ボビー・カンポ〉）
- グリース（パッツィ）※ソフト版
- クレイジー・ワールド（アルバート）
- Go!Go!チアーズ（ジャレット）
- ゴーストワールド（ジョシュ〈ブラッド・レンフロ〉）
- ゴッド・アーミー 聖戦（ダニュエル〈デイヴ・バゾッタ〉）
- Gガール 破壊的な彼女（ベッドラム教授〈少年時代〉）
- ザ・フラッド（ジェフ）
- ザ・マペッツ
- さよならS（エス〈ニコラ・デュヴォシェル〉）
- シンクロニシティ（ジム・ビール〈チャド・マックナイト〉）
- スノーホワイト/白雪姫（フライデー）※ソフト版
- スローターハウス・ルールズ（ドン・ウォレス〈フィン・コール〉[222]）
- セシル・B/ザ・シネマ・ウォーズ（フィジット）
- 戦火の馬（アンドリュー・イーストン〈マット・ミルン（英語版）〉）
- チアーズ!（レス）
- デイ・ウォッチ(イゴール)
- ナイトメアー・ビフォア・クリスマス
- ハイヒール・エンジェル（チャーリー）
- ハロウィン レザレクション（スコット）
- ビリオネア・ボーイズ・クラブ（ティーン・カーニー〈タロン・エジャトン〉）
- ファイナル・デッドブリッジ（サム・ロートン〈ニコラス・ダゴスト〉）
- フットルース 夢に向かって（レン・マコーマック〈ケニー・ウォーモールド〉）
- プリズン・エスケープ 脱出への10の鍵（スティーブン〈ダニエル・ウェバー〉[223]）
- プルーフ・オブ・ライフ（ヘンリー）
- ブロンズ! 私の銅メダル人生（ベン）
- マイ・デンジャラス・ビューティ（スキャット）
- マンマ・ミーア!（スカイ〈ドミニク・クーパー〉）
  - マンマ・ミーア! ヒア・ウィー・ゴー
- 野獣教室（ウィリー）
- ユナイテッド -ミュンヘンの悲劇-（ボビー・チャールトン〈ジャック・オコンネル〉）
- ライフ・イズ・ワン!ダフル（プレストン・プライス）※ディズニーチャンネルオリジナルムービー
- リーガリー・ブロンズ（クリス）
- リーサル・ウェポン4 ※テレビ朝日版
- リバース（カイル）※Netflixオリジナル映画
- ルール2（ダーク〈マイケル・バコール〉）
- ロックンローラ（議員）

#### ドラマ
- エレメンタリー5 ホームズ&ワトソン in NY #8（ブレンダン・ファーリー〈フラン・クランツ〉）
- 13の理由（クレイ・ジェンセン〈ディラン・ミネット〉）※Netflixオリジナルドラマ
- チャームド 〜魔女3姉妹〜
- 24 -TWENTY FOUR-（リック・アレン〈ダニエル・ヘス〉）
- パワーレンジャー（ビリー・クランストン / ブルーレンジャー〈第51話以降〉、リジネーター、悪のブルーレンジャー、トランペットマスター、ドゥームストーン、悪のブッカラ 他）
- プライベート・プラクティス3（カーティス）
- 名探偵モンク5（DVD版はSeason6）（クレイ）
- ユーリカ 〜事件です!カーター保安官〜（ゼイン・ドノヴァン〈ニオール・マター〉）
- LOVE ラブ（ガス〈ポール・ラスト〉）※Netflixオリジナルドラマ
- ラブアイランドUSA 水着で恋するラスベガス編（キャリントン・ロドリゲス[224]）
- レジデント 型破りな天才研修医 #6（ナイジェル）
- 私はラブ・リーガル3 #10-#12（ブライアン・プルマン〈ロバート・ホフマン〉）

#### アニメ
- エルティングビル・クラブ（ピート）
- ザ・ボックス（ハラペコネズミ）
- サムライジャック（アクアライザー 他）
- ジャスティス・リーグ（レイ・トンプソン）
- シャドウレイダース（パイラス王子）
- ぞうのババール（ヨーヨー）
- 超能力ボックスX（ダン・ゼンブロスキー）
- ディノブレイカー（ロベール・クラピッシュ）
- 超ロボット生命体 トランスフォーマー プライム（戦闘員クリフジャンパー[225]）
- バットマン:ブレイブ&ボールド（ダヴ）
- ハムスターとグレーテル（ライル）
- フィニアスとファーブ（ビューフォード・ヴァン・ストム、ボブ・ウェバー、ミープ 他）
- フィニアスとファーブ/ザ・ムービー（ビューフォード・ヴァン・ストム）
- マイロ・マーフィーの法則（ビューフォード・ヴァン・ストム）(コラボエピソードのみ出演)
- フォスターズ・ホーム（ブルーリガード・キュー・カズー）
- ヘイ・アーノルド!（スティンキー）
- ベン10 エイリアンフォース（ケビン・レビン）
  - ベン10 アルティメット エイリアン（ケビン・レビン）
  - ベン10 オムニバース（ケビン・レビン）
- MR.MENショー（ハッピーくん）
- リセス 〜ぼくらの休み時間〜（ジェローム、チャッコ、キャプテン・キッド）

### デジタルコミック
- VOMIC 屍鬼（室井静信）
- VOMIC NARUTO -ナルト-（うちはサスケ）
- VOMIC BLEACH（石田雨竜）
- VOMIC ゴーレム・ア・GO!GO!（ナレーション、エステロイド）
- 新選サークル（2020年、土方トシゾウ、山南ケイスケ）[226]

### 特撮
- 獣電戦隊キョウリュウジャー（2013年、デーボ・タンゴセックの声）
- 帰ってきた獣電戦隊キョウリュウジャー 100 YEARS AFTER（2014年、ハルダモンネの声）

### ラジオ
※はインターネット配信。
- オー!NARUTOニッポン（2004年・2005年・2007年、文化放送）マンスリーパーソナリティ）
- BLEACH “B” STATION（2005年・2010年、文化放送）マンスリーパーソナリティ
- コードギアス 反逆の山々（2006年 - 2007年、m-serve※）パーソナリティ
- コードギアス 反逆の山々 DX（2007年、ラジオ関西、文化放送、BIGLOBEストリーム）パーソナリティ
- NARUTO Radio 疾風迅雷（2008年・2009年・2010年、文化放送）マンスリーパーソナリティ
- ヘタリア WEBラジオ 〜ヘタリラ〜（2009年 - 2010年、アニメイトTV※）不定期パーソナリティ
- 黒執事 ファントムミッドナイトレディオ 「レディオ·エクストラ サイド」（2009年、アニメイトTV※）不定期パーソナリティ
- 黒執事II ファントムパーティーナイト〜真夜中の仮面舞踏会〜（2011年、アニメイトTV※）パーソナリティ
- ヘタリアWEBラジオ 〜ヘタリラThe Beautiful World〜（2013年、アニメイトTV※）不定期パーソナリティ
- 杉山紀彰のここだけのはなし（2017年 - 2018年、ニコニコチャンネル※）[227]
- 平川大輔・杉山紀彰のいい旅妄想気分（2017年 - 2018年 ※）[228]
- 平安京ラジオ 晴明の部屋（2019年、音泉※）[229]
- 魔道祖師 日本語版ラジオドラマ（2022年、温晁、MiMi FM※）[230]

### ラジオ・トークCD
- Axis powers ヘタリア DVD 第一巻 animate限定特典Special CD ラジオ『ヘタリラ』公開録音イベント（浪川大輔＆杉山紀彰）
- DJCD WORLD WEB RADIO〜ヘタリラ〜
- Asuka ラジオステーション2（パーソナリティ：福山潤、杉山紀彰）
- WEBラジオ 黒執事ファントムミッドナイトレディオ出張版Part4（DVD VII 特典CD）
- 黒執事 Webラジオ ファントムミッドナイトレディオ DJCD 第四巻　ケイオスディスク
- おおきく振りかぶって 西浦高校放送室（ゲスト）※DVD第6巻 限定版特典DJCD
- コードギアス 反逆の山々 DX シリーズ
  - コードギアス 反逆の山々 DX 出張版
  - コードギアス 反逆の山々 DX Newtype Romance Special AFTER STAGE
- 高橋広樹のモモっとトーークCD 杉山紀彰盤
- 地球へ…プレミアムファンディスク6・7
- ラジオDJCD オー!NARUTOニッポン 其の四、其の十、其の二十一
- DJCD NARUTO RADIO 疾風迅雷 4、8、16
- ジャンプフェスタ2009 限定DJCD Behind the Sence of NARUTO
- ラジオの国のアリス 〜Wonderful Wonder Radio〜DJCD 全三巻
- RADIO DJCD BLEACH “B” STATION Vol.3
- NORN9 ノルン+ノネット WEBラジオ DJCD ノルン放送局 vol.1、3
- ヘタリア THE WORLD TWINKLE DJCD Vol.2

### ナレーション
- 東証ティーンズ・スクール
- 高校生向けの経済テキストナレーション
- 夏のお台場 ザ・冒険王 2007
- 「天上碑外伝」プロモーションムービー
- お台場冒険王ファイナル 2008
- 競艇ラジオCM2009年
- 【店頭VP】LITS リッツ「ゴールデンナイトジェリー」「スパークリングジェルパック」
- 愛菜ちゃん・福くんが総合司会！泣いて笑って2時間マルマル！元気モリモリSP
- メイちゃんの執事 いよいよ最終回直前SP!! 9話まで全部見せます&衝撃の最終章へ!
- 放送前夜！「家族ゲーム一夜漬け予習SP」
- MR. MEN LITTLE MISS ミスターメン リトルミス/動画広告シリーズ 2014
- NHKニュース おはよう日本 朝ごはんの現場（2018年）
- アイスム - 「食」を楽しみ、笑顔を届けるメディア「杉山紀彰さんの声で作る「ハムチーズフレンチトースト」｜ボイレピ♪ 朝ごはん #26」（2022年）[231]
- FIFAワールドカップ カタール2022 (ABEMA)「セルビアvsスイス｜グループG」（2022年12月2日、ABEMA）
- FIFAワールドカップ カタール2022 (ABEMA)「カメルーンvsブラジル｜グループG」（2022年12月2日、ABEMA）

### テレビ番組
※はインターネット配信。
- バリューナイトフィーバー（2006年3月18日、日本テレビ）
- Abema Game 9 アゲナイッ! マンデー（2018年1月22日 - 4月9日、AbemaTV※）
- 浪川んちに集合な！（2023年1月11日 - 、BS日テレ）

### 映像商品
- 「BLEACH SOUL SONIC 2005 "夏"」on DVD
- 「BLEACH SOUL SONIC 2006 "夏祭"」on DVD
- Fate/stay night DVD第8巻特典 声優座談会
- QuinRose MIX. 〜2008.May〜
- Voice Actor 2
- おおきく振りかぶって オレらの夏は終わらない
- オトメイトパーティー♪2011 - 2019
- 黒執事 その執事、狂騒〜赤いヴァレンタイン〜 イベントDVD
- 黒執事 DVD VIII 特典映像 その執事、終章 〜最後の晩餐を貴方と共に〜
- 黒執事II OVA完成披露試写会 with New Moon Drop 「Special」
- コードギアス 反逆のルルーシュ キセキの誕生日（バースデー）
- コードギアス 反逆のルルーシュ DVDマガジン コードギアス はんぎゃく日記 出張版
- だめっこどうぶつ 特典映像「メインキャストインタビュー」
- ぴえろアニメワールド2003〜25th Anniversary
- Axis powers ヘタリアまるかいて感謝祭
- World Seriesヘタリアまるかいて大感謝祭
- TYPE-MOON Fes.
- もやしもんDVD VOL.2 特典映像「強烈!発酵食品に挑戦!」
- 地球へ… Expansion Disc II 〜君を想う宙（そら）〜
- Behind the scenes of UCHIHA
- ヘタリア The Beautiful World vol.3 特典映像
- 戦国BASARA バサラ祭2013 〜春の陣〜
- 戦国BASARA ファン感謝祭-BSR48開票の宴-
- NORN9 ノルン+ノネット with Ark & for Spica
- 人狼バトル〜人狼vs騎士〜
- 人狼バトル〜人狼vs英雄〜
- 人狼バトル lies and the truth 〜人狼vs王子〜
- 「黒執事 Book of Circus / Murder」New Year's Party 〜その執事、賀正〜
- 「ノルン+ノネット」第1巻 〈初回限定版〉特典DVD NORN9 FANCIFUL TIME
- ACTORS SPECIAL EVENT〜天翔学園音楽祭2017〜
- 「ノルン+ノネット」Blu-ray BOX / DVD BOX 特典DVD NORN9 HAPPY FOCUS

### その他コンテンツ
- 101匹わんちゃんII パッチのはじめての冒険
- KID'S NEWS（トブローの声）
- Happy Wave Bo-Nen-Kai! 2006!!（ライヴイベント）
- CRフィーバー大夏祭り（成金ヒカル役）
- StudioGIW ボイスドラマ シリーズ（覇帝ソウリュウ）ダウンロード販売のボイスドラマ
  - StudioGIW ボイスドラマ vol.1
  - StudioGIW ボイスドラマ vol.2 〜溜息月華〜
- 東京都消費生活総合センター教材DVD「ネットのトラブル、ブルブル」の声の担当
- JOYSOUND【ボイス】 にゃんぱいあ（まさむにゃ）
- にゃんぱいあ ボイスぬいぐるみ（独眼竜まさむにゃ）
- トリハダ（秘）スクープ映像100科ジテン特別編（ボイスオーバー）
- 乙女向けスマホアプリ「ボイスサプリ」 Vol.9「律-ritsu-」（律）[232]
- Let's天才てれびくん（きのちよ）
- パチスロ「ジャッカスチーム」（パンタム[233]）
- 絵本スタジオ（つるのおんがえし、白鳥のみずうみ、くるみわりにんぎょう、みつばちマーヤ）
- パチスロ「天下布武2」（羽柴秀吉）
- 森の戦士ボノロン 海の中のおとしものの巻（読み聞かせ役（第75弾）[234]）
- ゴルゴ13×外務省 安全対策マニュアル（2018年、ホテルマン、黒田[235]）
- クレジット教育動画教材『風の惑星〜GALE〜』（商人）[236]
- カドカワBOOKS『外れスキル「影が薄い」を持つギルド職員が、実は伝説の暗殺者』 TVCM[237]
- マルイノアニメ「〇〇だとウワサの駿河屋で推し活したらマジでしたー駿河屋アニメ」（2022年、駿河屋社長）[238]
- マルイノアニメ「尊すぎて部屋中に推しがいる私でも〇〇のおかげで無事に優勝しましたー駿河屋アニメ」（2022年、駿河屋社長）[239]
- マルイノアニメ「なぜ駿河屋はここまで成長したのか？駿河屋 社長の成功を掴むマインドをハック！ー駿河屋アニメ」（2022年、駿河屋社長）[240]
- マガツノート（ラジオドラマ、2022年 - 2024年、利三）[241]
- 魔法使いの約束×オンキヨーコラボワイヤレスイヤホン第1弾・中央の国＆東の国（2024年、ネロ）[242]
- オタクジムClara限定「杉山紀彰」トレーニングボイス（2025年）[243]

## ディスコグラフィ

### シングル
| 発売日         | タイトル | 規格品番 |
| -------------- | -------- | -------- |
| 2005年12月14日 | fragment | WM-0512  |

### アルバム
| 発売日         | タイトル   | 規格品番  |
| -------------- | ---------- | --------- |
| 2006年10月12日 | on the way | GNCA-7054 |

### キャラクターソング
| 発売日        | 商品名                                                                  | 歌 | 楽曲                                                         | 備考                                                                    |
| 2005年        | 2005年                                                                  | 2005年 | 2005年                                                       | 2005年                                                                  |
| ------------- | ----------------------------------------------------------------------- | --- | ------------------------------------------------------------ | ----------------------------------------------------------------------- |
| 8月24日       | BLEACH BEAT COLLECTION -URYU ISHIDA-                                    | 石田雨竜（杉山紀彰）                                                                                                 | 「滅却師の誇りにかけて」 「水銀燈の夜」                      | テレビアニメ『BLEACH』関連曲                                            |
| 8月24日       | BLEACH BEAT COLLECTION -URYU ISHIDA-                                    | 黒崎一護（森田成一）、石田雨竜（杉山紀彰）                                                                           | 「Aesthetics and Identity」                                  | テレビアニメ『BLEACH』関連曲                                            |
| 2007年        |                                                                         | |                                                              |                                                                         |
| 3月21日       | BLEACH BEAT COLLECTION THE BEST 1                                       | 石田雨竜（杉山紀彰）                                                                                                 | 「水銀燈の夜 '07」                                           | テレビアニメ『BLEACH』関連曲                                            |
| 3月21日       | BLEACH BEAT COLLECTION THE BEST 1                                       | 黒崎一護（森田成一）、石田雨竜（杉山紀彰）                                                                           | 「Aesthetics and Identity '07」                              | テレビアニメ『BLEACH』関連曲                                            |
| 6月27日       | Fate/stay night キャラクターイメージソング VII：衛宮士郎                | 衛宮士郎（杉山紀彰）                                                                                                 | 「黄金の光」                                                 | テレビアニメ『Fate/stay night』関連曲                                   |
| 2008年        |                                                                         | |                                                              |                                                                         |
| 5月16日       | Alice in deep forest 〜深い森の国のアリス〜                             | ボリス=エレイ（杉山紀彰）                                                                                            | 「寄り道は長く」                                             | ゲーム『ハートの国のアリス』シリーズ関連曲                              |
| 7月23日       | NARUTO ALL STARS                                                        | うちはサスケ（杉山紀彰）                                                                                             | 「シナリオ」 「キミモノガタリ」                              | テレビアニメ『NARUTO』主題歌カバー                                      |
| 9月24日       | Alice in deep sea 〜深い海の国のアリス〜                                | ボリス=エレイ（杉山紀彰）                                                                                            | 「Popular Lover」                                            | ゲーム『ハートの国のアリス』シリーズ関連曲                              |
| 2009年        |                                                                         | |                                                              |                                                                         |
| 6月29日       | 断罪のマリア キャラクターソングアルバム gran jubilee vol.2 迷宮の子羊編 | 秀麗水鏡（杉山紀彰）                                                                                                 | 「貴方と誓いの食卓に」                                       | ゲーム『断罪のマリア』関連曲                                            |
| 7月29日       | 「ヘタリア Axis Powers」 キャラクターCD Vol.4 イギリス                  | イギリス（杉山紀彰）                                                                                                 | 「絶対不敗英国紳士(ジェントルマン)」 「パブってGO！」        | アニメ『ヘタリア』関連曲                                                |
| 2010年        |                                                                         | |                                                              |                                                                         |
| 3月17日       | Last Escort -Club Katze- オリジナルソングベスト                         | ヨハン（杉山紀彰）                                                                                                   | 「Melody」                                                   | ゲーム『Last Escort -Club Katze-』関連曲                                |
| 6月9日        | WA!輪!!ワールド音頭                                                     | ワールド8 | 「WA!輪!!ワールド音頭」                                      | 劇場アニメ『銀幕ヘタリア Axis Powers Paint it.White (白くぬれ!)』主題歌 |
| 6月23日       | はたふってパレード                                                      | イギリス（杉山紀彰）                                                                                                 | 「悪魔をよびそうなイギリスのうた」                           | アニメ『ヘタリア』挿入歌                                                |
| 9月1日        | 堅死神、独唱                                                            | ウィリアム・T・スピアーズ(杉山紀彰)                                                                                  | 「死神の勤怠管理」 「戒律の奴隷」                            | テレビアニメ『黒執事』関連曲                                            |
| 11月19日      | ROSE MAGIC QuinRoseMIX. オリジナルイメージトラック                      | ボリス=エレイ（杉山紀彰）                                                                                            | 「1WEEKキッチン」                                            | ゲーム『ハートの国のアリス』シリーズ関連曲                              |
| 11月24日      | 「ヘタリア Ｗorld Series」 サウンドワールド                             | 連合 | 「We Wish You a Merry Christmas（連合が歌うよ♪バージョン）」 | アニメ『ヘタリア』関連曲                                                |
| 12月15日      | ブリコン〜BLEACH CONCEPT COVERS〜                                       | 石田雨竜（杉山紀彰）                                                                                                 | 「CHU-BURA」                                                 | テレビアニメ『BLEACH』主題歌カバー                                      |
| 2011年        |                                                                         | |                                                              |                                                                         |
| 3月30日       | PSP「学園ヘタリア Portable」OP/ED                                       | 連合 | 「ゆないてっどねーしょんずすたー☆」                          | ゲーム『学園ヘタリア Portable』主題歌                                   |
| 2012年        |                                                                         | |                                                              |                                                                         |
| 9月26日       | 「ヘタリア Axis Powers」 まるかいてベスト                               | イギリス（杉山紀彰）                                                                                                 | 「まるかいて地球 イギリスver.」                              | アニメ『ヘタリア』関連曲                                                |
| 2013年        |                                                                         | |                                                              |                                                                         |
| 1月25日       | ソング ラ・カンパネラ vol.4                                             | 秀麗水鏡（杉山紀彰）                                                                                                 | 「誓いのオラトリオ」                                         | ゲーム『断罪のマリア ラ･カンパネラ』関連曲                              |
| 1月30日       | 「ヘタリア World Series」 はたふってベスト                              | イギリス（杉山紀彰）                                                                                                 | 「はたふってパレード イギリスver.」                          | アニメ『ヘタリア』関連曲                                                |
| 2月27日       | 華アワセ ヴォーカルCD 五光                                              | 五光 | 「華アワセ」                                                 | ゲーム『華アワセ』主題歌                                                |
| 2月27日       | 華アワセ ヴォーカルCD 五光                                              | うつつ（杉山紀彰）                                                                                                   | 「華アワセ -うつつver.-」 「蒼き暁」                         | ゲーム『華アワセ』関連曲                                                |
| 5月22日       | シノバズセブンボーカルソング集                                          | 塔ノ沢元気(杉山紀彰)                                                                                                 | 「Days」                                                     | ゲーム『シノバズセブン』関連曲                                          |
| 5月29日       | ヘタリア キャラクターCD II Vol.4 イギリス                               | イギリス（杉山紀彰）                                                                                                 | 「My Friend」 「今日を楽しもうぜ」                           | アニメ『ヘタリア』関連曲                                                |
| 2014年        |                                                                         | |                                                              |                                                                         |
| 2月26日       | 華アワセ-姫空木編-ヴォーカルCD 望月                                     | 五光 | 「月朧」                                                     | ゲーム『華アワセ』主題歌                                                |
| 2月26日       | 華アワセ-姫空木編-ヴォーカルCD 望月                                     | うつつ（杉山紀彰）                                                                                                   | 「月朧 -うつつver.-」 「夢幻ノ奏」                           | ゲーム『華アワセ』関連曲                                                |
| 9月24日       | 「ヘタリア The Beautiful World」 まわる地球ベスト                       | イギリス（杉山紀彰）                                                                                                 | 「まわる地球ロンド イギリスver.」                            | アニメ『ヘタリア』関連曲                                                |
| 2015年        |                                                                         | |                                                              |                                                                         |
| 1月7日        | NORN9 ノルン+ノネット Cantare Vol.3                                     | 宿吏暁人（杉山紀彰）                                                                                                 | 「見えない鎖」                                               | ゲーム『NORN9 ノルン+ノネット』関連曲                                   |
| 7月24日       | 「ヘタリア The World Twinkle」 キャラクターCD Vol.3 フランス、イギリス  | イギリス（杉山紀彰）                                                                                                 | 「ブルーベルの森で」                                         | アニメ『ヘタリア』関連曲                                                |
| 8月19日       | 華アワセ-唐紅/うつつ編-ヴォーカルCD 花嵐                                | 五光 | 「乱レ桜」                                                   | ゲーム『華アワセ』主題歌                                                |
| 8月19日       | 華アワセ-唐紅/うつつ編-ヴォーカルCD 花嵐                                | うつつ（杉山紀彰）                                                                                                   | 「乱レ桜 -うつつver.-」 「幻想に紡ぐ光で」                   | ゲーム『華アワセ』関連曲                                                |
| 12月2日       | EXIT TUNES PRESENTS ACTORS4                                             | 東本桂士（杉山紀彰）                                                                                                 | 「心臓デモクラシー」                                         | 『ACTORS』関連曲                                                        |
| 2016年        |                                                                         | |                                                              |                                                                         |
| 3月30日       | 神々の悪戯 InFinite 神曲集 陽＆トール                                   | トール・メギンギヨルズ（杉山紀彰）                                                                                   | 「Seesaw Game」                                              | ゲーム『神々の悪戯 InFinite』関連曲                                     |
| 9月28日       | 「ヘタリア The World Twinkle」ヘタリアン☆ベスト                         | イギリス（杉山紀彰）                                                                                                 | 「ブリティッシュ☆ジェット」                                  | アニメ『ヘタリア』関連曲                                                |
| 2017年        |                                                                         | |                                                              |                                                                         |
| 3月15日       | ACTORS - Deluxe Delight Edition -                                       | 鑑香水月（野島健児）、東本桂士（杉山紀彰）                                                                           | 「共犯者」                                                   | 『ACTORS』関連曲                                                        |
| 9月27日       | ボーイフレンド（仮）プロジェクト ミュージックアルバム 藤城学園 #01      | 白川基（杉山紀彰）                                                                                                   | 「僕とあなたの化学式」                                       | ゲーム『ボーイフレンド（仮）』関連曲                                    |
| 9月27日       | ボーイフレンド（仮）プロジェクト ミュージックアルバム 藤城学園 #01      | 喜多川翔太(KENN)、白川基(杉山紀彰)、日向湊(髙橋孝治)、穂高夏生(竹内栄治)                                             | 「聖夜にsay yeah!!」                                         | ゲーム『ボーイフレンド（仮）』関連曲                                    |
| 12月20日      | ACTORS - Songs Collection2 -                                            | 東本桂士（杉山紀彰）                                                                                                 | 「からくりピエロ」                                           | 『ACTORS』関連曲                                                        |
| 2018年        |                                                                         | |                                                              |                                                                         |
| 1月24日       | ボーイフレンド（仮）プロジェクト ミュージックアルバム 藤城学園 #02      | 2-D | 「Twinkle Step」                                             | ゲーム『ボーイフレンド（仮）』関連曲                                    |
| 1月24日       | ボーイフレンド（仮）プロジェクト ミュージックアルバム 藤城学園 #02      | team 白衣 | 「黄金色の夢」                                               | ゲーム『ボーイフレンド（仮）』関連曲                                    |
| 2019年        |                                                                         | |                                                              |                                                                         |
| 10月2日       | EXIT TUNES PRESENTS ACTORS7                                             | 東本桂士（杉山紀彰）                                                                                                 | 「脱獄」                                                     | 『ACTORS』関連曲                                                        |
| 10月2日       | EXIT TUNES PRESENTS ACTORS7 初回限定盤                                  | 鑑香水月（野島健児）、葛野大路颯馬（置鮎龍太郎）、光司陽太（保志総一朗）、東本桂士（杉山紀彰）、五月女燎（坪井智浩） | 「神のまにまに」                                             | 『ACTORS』関連曲                                                        |
| 2020年        |                                                                         | |                                                              |                                                                         |
| 1月8日        | ACTORS -Songs Connection- キャラクターソング Vol.11 東本桂士            | 東本桂士（杉山紀彰）                                                                                                 | 「Command “KOKORO” Execution」                               | テレビアニメ『ACTORS -Songs Connection-』関連曲                         |
| 1月8日        | ACTORS -Songs Connection- キャラクターソング Vol.11 東本桂士            | 東本桂士（杉山紀彰）                                                                                                 | 「心臓デモクラシー［リアレンジ］」                           | テレビアニメ『ACTORS -Songs Connection-』挿入歌                         |
| 5月20日       | ACTORS -Singing Contest Edition- sideA                                  | 東本桂士（杉山紀彰）                                                                                                 | 「てのひらワンダーランド」                                   | 『ACTORS』関連曲                                                        |
| 2021年        |                                                                         | |                                                              |                                                                         |
| 1月6日        | ACTORS – Deluxe Dream Edition –                                         | 光司陽太（保志総一朗）、東本桂士（杉山紀彰）                                                                         | 「イカサマ⇔カジノ」                                          | キャラクターCD『ACTORS』関連曲                                          |
| 8月25日       | ヘタリア World★Stars キャラクターソング＆ドラマ Vol.2                   | イギリス（杉山紀彰）                                                                                                 | 「ファンタジックワンダーランド」                             | アニメ『ヘタリア』関連曲                                                |
| 2023年1月31日 | マガツノート 1stアルバム 魂響                                           | 蛇-ウロボロス-（光秀（岡本信彦）、利三（杉山紀彰）、左馬之助（大河元気））                                           | 「ウルトラムシケラボーイ＜CHARACTER ver＞」                  | 『マガツノート』関連曲                                                  |

### その他参加作品
| 発売日        | 商品名                                 | 歌       | 楽曲 | 備考              |
| ------------- | -------------------------------------- | -------- | --- | ----------------- |
| 2006年2月22日 | 非公認! 聖飢魔IIカヴァーアルバム VOICE | 杉山紀彰 | 「STAINLESS NIGHT」 |                   |
| 2012年2月8日  | 新・百歌声爛II-男性声優編-             | 杉山紀彰 | 「宇宙の王者!ゴッドマーズ」 「ルパン三世のテーマ'78」 「Get Wild」 「ブルーウォーター」 「MYSTIC EYES」 「アンバランスなKissをして」 「STILL LOVE HER（失われた風景）」 「ヒトリノ夜」 「遥か彼方」 「氷河戦士ガイスラッガー」 |                   |
| 2017年6月28日 | Fighting Dreamers                      | FLOW     | 「GO!!! 〜15th Anniversary ver.〜」 | ※コーラス歌唱参加 |